# Gérard Gabo
Gérard Gabo (ur. 1945 w Yopougon Kouté – zm. 26 lutego 2014) – iworyjski trener piłkarski, były selekcjoner reprezentacji Wybrzeża Kości Słoniowej.

## Kariera piłkarska
W swojej karierze piłkarskiej Gabo grał w klubie ASEC Mimosas.

## Kariera trenerska
W latach 1970–1971 i 1984-1986 Gabo był trenerem ASEC Mimosas. W latach 1974–1980 pełnił funkcję selekcjonera reprezentacji Wybrzeża Kości Słoniowej. W 1980 roku prowadził ją w Pucharze Narodów Afryki 1980, jednak reprezentacja ta odpadła po fazie grupowej.